# AfD Hamburg
Die AfD Hamburg ist der Landesverband der rechtspopulistischen und rechtsextremen Partei Alternative für Deutschland in der Freien und Hansestadt Hamburg. Der Landesverband ist seit 2015 in der Hamburgischen Bürgerschaft vertreten.

## Geschichte
Der Landesverband wurde auf einem Parteitag am 6./7. April 2013 gegründet. Landesvorsitzender wurde Jörn Kruse, Stellvertreter wurden Günther Siegert und Kay Gottschalk, Schatzmeister wurde Erich Marquart. Infolge schlossen sich dem Landesverband einige ehemalige Mitglieder der Parteien Die Freiheit und Partei Rechtsstaatlicher Offensive (Schill-Partei) an, sodass bei den nächsten Landesvorstandswahlen u. a. das frühere Mitglied der Schill-Partei und ehemaliger Innensenator Dirk Nockemann zum stellvertretenden Vorsitzenden gewählt wurde. Des Weiteren wurde Bernd Baumann zum dritten Stellvertreter gewählt sowie der Vorstand von sieben auf neun Mitglieder erweitert. Im Februar 2014 wurde in Vorstandswahlen die bisherige Beisitzerin Barbara Krüger-Sauermann stellvertretende Vorsitzende, als Nachfolgerin von Kay Gottschalk. Auch der Posten des Schatzmeisters wurde neu besetzt.
Am 25. Mai 2014 zog die Landespartei bei den Wahlen zu den Bezirksversammlungen erstmals in alle sieben Versammlungen mit insgesamt 17 Abgeordneten ein. In den Bezirken Harburg, Hamburg-Mitte und Wandsbek wurden mit jeweils drei eingezogenen Abgeordneten Fraktionen gebildet, in den übrigen erhielten jeweils zwei Abgeordnete Gruppenstatus.
Anfang Oktober 2014 wurde die Kandidatenliste für die Bürgerschaftswahl auf einem Parteitag aufgestellt. Dabei wurde Nockemann auf den dritten Platz der Liste und drei weitere frühere Mitglieder der Schill-Partei ebenfalls auf die Liste gewählt. Infolgedessen traten neben Krüger-Sauermann weitere drei Vorstandsmitglieder wegen ihrer Ansicht nach zu großen personellen Überschneidungen mit der Schill-Partei von ihren Ämtern zurück. Sie warfen dem Vorsitzenden Kruse vor, die Wahl dieser Mitglieder ermöglicht und unterstützt zu haben. Dieser wiederum entgegnete, dass deren Rücktritt mit dem Ergebnis der gewählten Kandidatenliste zusammenhänge. Bereits im November 2014 wurden die vier vakanten Positionen im Vorstand nachgewählt und das Bürgerschaftswahlprogramm beschlossen.
Bei der Bürgerschaftswahl 2015 erreichte die Landespartei 6,1 % der Stimmen, sodass acht Mitglieder auf der Liste in die Bürgerschaft gewählt wurden. Laut dem Statistikamt Nord erhielt die AfD in 14 Wahlkreisen über fünf Prozent der Wahlkreisstimmen und wurde in fünf Wahlkreisen viertstärkste Partei (Wahlkreise 11, 12, 14, 15 und 17). Den höchsten Stimmenanteil erhielt sie im Wahlkreis 17 mit 9,3 Prozent, den geringsten in Wahlkreis 3 mit 2,8 Prozent.
Ab dem Juli 2015 kam es im Zuge eines Machtkampfes in der Gesamtpartei auch in der Landespartei und in den Bezirksverbänden verstärkt zu Parteirück- und austritten, darunter trat Kruse von seinem Posten als Landesvorsitzender zurück, blieb aber bis zur Wahl seines Nachfolgers Bernd Baumann im Oktober 2015 kommissarisch im Amt. Dieser setzte sich in einer Stichwahl mit 68 zu 49 Stimmen gegen den früheren Stellvertreter Kay Gottschalk durch. Stellvertreter wurden Alexander Wolf, Joachim Körner und Julian Flak, Schatzmeisterin wurde Nicole Jordan. Weiterhin verblieb Kruse Vorsitzender der AfD-Fraktion in der Bürgerschaft. Vom Landesvorstand wurde Kruse im Mai 2016 abgemahnt, nachdem dieser das zuvor beschlossene Grundsatzprogramm öffentlich kritisierte. Zusätzlich wurde in der Fraktion eine Doppelspitze aus Kruse und Baumann gebildet.
Am 26. März 2017 wählte der Landesverband Hamburg den Landes- und Co-Fraktionsvorsitzenden Bernd Baumann mit 51,6 % der Stimmen zum Spitzenkandidaten und Listenplatz 1 für die Bundestagswahl 2017. Bei den zeitgleich mit der Europawahl stattfindenden Bezirksversammlungswahlen am 26. Mai 2019 gewann die AfD hamburgweit auf 6,3 % hinzu, ein Plus von 1,8 Prozentpunkten gegenüber 2014. Sie erreichte damit in fünf der sieben Verwaltungsbezirke Fraktionsstatus. Lediglich in Altona und Hamburg-Nord verpasste sie diesen mit jeweils nur zwei der 51 Abgeordneten. Nach den Kontroversen um die Identität des Fußballprofis des Hamburger SV, Bakery Jatta, behauptete die Hamburger AfD, dass dieser Fall „für den Irrsinn in der Asylpolitik“ stünde.
Bei der Bürgerschaftswahl in Hamburg 2020 verlor die AfD Stimmen und kam mit nur noch 5,3 % auf sieben Mandate, eines weniger als bisher. Auch bei der Bundestagswahl 2021 musste die Partei ebenfalls Stimmen abgeben, konnte mit 5,0 % der Stimmen aber das Mandat für Bernd Baumann verteidigen. demgegenüber konnte die AfD sich bei den Europa und Bezirkswahlen 2024 jeweils deutlich verbessern. Sie erreichte bei der Europawahl 8,0 % der Stimmen hamburgweit, während auf sie in den Bezirken zwischen 5,5 % (Altona) und 14,4 % (Bergedorf) der Stimmen entfielen. Damit erreichte die AfD erstmals in allen sieben Bezirken Fraktionsstatus.
Bei der Bürgerschaftswahl in Hamburg 2025 konnte die AfD ihr Ergebnis auf 7,5 Prozent der Stimmen steigern.

## Politik

### Parteiprogramm
Zur Hamburgischen Bürgerschaftswahl 2015 forderte die Partei mehr Leistungsorientierung in der Schule und eine verstärkte Vermittlung von Werten im Schulunterricht. In der Familienpolitik spricht sie sich für verpflichtende Vorsorgeuntersuchungen aus. Sie strebt eine erhöhte innere Sicherheit durch Aufstockung der Polizei an. Sie fordert ein deutlich härteres Vorgehen gegen politischen Extremismus, insbesondere auch des linken Spektrums. Die Partei wendet sich gegen „ungesteuerte Einwanderung“ und will ein „Einwandern in die Sozialsysteme“ verhindern. Im Bereich der Verkehrspolitik spricht sich die AfD gegen das Busbeschleunigungsprogramm und für einen Ausbau des Radwegenetzes aus. Sie befürwortet die Elbvertiefung.

### AfD in der Bürgerschaft
In der ersten Sitzung der Hamburgischen Bürgerschaft am 2. März 2015 wurde der AfD-Kandidat Detlef Ehlebracht nicht zum Vize-Präsidenten gewählt. Jedoch hatten sich im Vorfeld der Sitzung alle Parteien darauf verständigt, dass jede Fraktion einen Vize-Präsidenten stellen sollte. Am 25. März 2015 wurde er letztlich im zweiten Wahlgang zum Vize-Präsidenten der Bürgerschaft gewählt. Bei der Wahl in andere Ausschüsse wurden weiterhin keine AfD-Abgeordnete gewählt. Im Falle der Härtefallkommission wurden fünf verschiedene Abgeordnete elf Mal von den Abgeordneten der Hamburgischen Bürgerschaft nicht gewählt, bis die Fraktion vor dem Hamburger Verfassungsgericht Klage gegen die Bürgerschaft erhob. Diese wurde mit der Begründung, das Verfassungsgericht sei nicht zuständig, da die Besetzung der Kommission nicht nach dem Verfassungs-, sondern nach dem einfachen Landesrecht – dem Härtefallgesetz – erfolge, abgewiesen. Somit sei die Kommission verfassungsrechtlich kein Parlamentsgremium wie etwa die Fachausschüsse, bei denen das verfassungsrechtlich verankerte Recht auf Gleichbehandlung greife.
Nach den Ausschreitungen im Rahmen des G20-Gipfels in Hamburg 2017 beantragte die Fraktion im Sonderausschusses der Bürgerschaft zu den Ausschreitungen beim G-20-Gipfel eine Ortsbesichtigung der Roten Flora, was von den anderen Fraktionen mehrheitlich abgelehnt wurde.

## Organisation
Die Parteiorgane des Landesverbandes sind der Landesparteitag, der Landesvorstand und die Landeswahlversammlung. Das Landesschiedsgericht entscheidet über parteiinterne Streitigkeiten und kann Mitglieder ausschließen. Die Landesgeschäftsstelle befindet sich in Hamburg-Mitte.

### Landesparteitag
Höchstes Parteiorgan ist der Landesparteitag. Er wählt den Landesvorstand, die Rechnungsprüfer sowie das Landesschiedsgericht. Der Landesparteitag findet grundsätzlich als Mitgliederversammlung statt. Ab 1.500 Mitgliedern kann der Landesparteitag auf Beschluss des Landesvorstandes als Delegiertenversammlung stattfinden. Dazu entsenden die Bezirksverbände je fünf Mitglieder einen Delegierten. Die Zahl der Mitglieder für einen Delegierten erhöht sich, damit die Gesamtzahl der Delegierten die Höchstzahl von 400 Delegierten nicht überschreitet.
| Nr.                               | Datum                               | Ort                    | Landesvorsitzende(r) / Spitzenkandidat(in) | Wahlergebnis | Thema                                                                                               |
| --------------------------------- | ----------------------------------- | ---------------------- | ------------------------------------------ | ------------ | --------------------------------------------------------------------------------------------------- |
| 01. Landesparteitag               | 6./7. April 2013                    | Hamburg-Lohbrügge      | Jörn Kruse                                 | 96 % 83 %    | Gründung des Landesverbandes; Wahl des Landesvorstands Wahl der Landesliste zur Bundestagswahl 2013 |
| 02. Landesparteitag               | 9. Juni 2013                        |                        |                                            |              | Beschluss von programmatischen Anträgen                                                             |
| Außerordentlicher Landesparteitag | 30. November 2013 21. Dezember 2013 | Hamburg-Eimsbüttel     | Jörn Kruse                                 |              | Neuwahl des Landesvorstands                                                                         |
| 03. Landesparteitag               | 22./23. Februar 2014                | Hamburg-Wandsbek       |                                            |              | |
| Landeswahlversammlung             | 3./4. Oktober 2014                  | Hamburg-Neustadt       | Jörn Kruse                                 | 85 %         | Wahl der Landesliste zur Bürgerschaftswahl 2015                                                     |
| 04. Landesparteitag               | 8./9. November 2014                 |                        |                                            |              | Nachwahl von Landesvorstandsmitgliedern; Beschluss des Wahlprogramms zur Bürgerschaftswahl 2015     |
| 05. Landesparteitag               | 3./4. Oktober 2015                  | Hamburg-Wilhelmsburg   | Bernd Baumann                              | 58 %         | Neuwahl des Landesvorstands                                                                         |
| 06. Landesparteitag               | 5./6. November 2016                 | Hamburg-HafenCity      |                                            |              | Nachwahl von Landesvorstandsmitgliedern                                                             |
| Landeswahlversammlung             | 26. März 2017                       | Hamburg-HafenCity      | Bernd Baumann                              | 52 %         | Wahl der Landesliste zur Bundestagswahl 2017                                                        |
| 07. Landesparteitag               | 25./26. November 2017               | Hamburg-Wellingsbüttel | Dirk Nockemann                             | 58 %         | Neuwahl des Landesvorstands; Wahl der Delegierten zum Bundesparteitag                               |
| 08. Landesparteitag               | 16./17. Juni 2018                   | Hamburg-Wandsbek       |                                            |              | Änderungen der Landessatzung; Wahl der Delegierten zur Europawahlversammlung                        |

### Landesvorstand
Seit November 2021 setzt sich der Landesvorstand aus folgenden Mitgliedern zusammen:
| Landesvorsitzender                 | Dirk Nockemann                                    |
| Stellvertretende Landesvorsitzende | Alexander Wolf, Krzysztof Walczak, Joachim Körner |
| Schatzmeisterin                    | Peggy Heitmann                                    |
| Stellvertretender Schatzmeister    | Peter Schierhorn                                  |
| Schriftführer                      | Marc Cremer-Thursby                               |
| Beisitzer                          | Eckbert Sachse, Eugen Seiler                      |

### Bezirksverbände
Der Landesverband gliedert sich in sieben Bezirksverbände: Altona, Bergedorf, Eimsbüttel, Harburg, Hamburg-Mitte, Hamburg-Nord und Wandsbek. Diese werden von den Bezirksvorständen repräsentiert und stellen Abgeordnete in den Bezirksversammlungen.
| Bezirksverband | Vorsitzende(r)               |
| -------------- | ---------------------------- |
| Altona         | Uwe Batenhorst               |
| Bergedorf      | Eugen Seiler, Reinhard Krohn |
| Eimsbüttel     | Jörg Pillatzke               |
| Harburg        | Olga Petersen                |
| Hamburg-Mitte  | Stefan Wagener               |
| Hamburg-Nord   | Krzysztof Walczak            |
| Wandsbek       | Joachim Körner               |

### Parteivorsitzende
| Parteivorsitzende(r) | Parteivorsitzende(r)       | Amtszeit                     |
| -------------------- | -------------------------- | ---------------------------- |
| Jörn Kruse           | Jörn Kruse                 | April 2013 – Juli 2015       |
| Jörn Kruse           | Jörn Kruse (kommissarisch) | Juli 2015 – Oktober 2015     |
| Bernd Baumann        | Bernd Baumann              | Oktober 2015 – November 2017 |
| Dirk Nockemann       | Dirk Nockemann             | seit November 2017           |

### Fraktionsvorsitzende
| Fraktionsvorsitzende(r)         | Fraktionsvorsitzende(r)        | Amtszeit                        |
| ------------------------------- | ------------------------------ | ------------------------------- |
| Jörn Kruse                      | Jörn Kruse                     | März 2015 – September 2016      |
| Bernd Baumann · Jörn Kruse      | Bernd Baumann; Jörn Kruse      | September 2016 – September 2017 |
| Alexander Wolf · Jörn Kruse     | Alexander Wolf; Jörn Kruse     | September 2017 – Oktober 2018   |
| Dirk Nockemann · Alexander Wolf | Dirk Nockemann; Alexander Wolf | Oktober 2018 – März 2021        |
| Dirk Nockemann                  | Dirk Nockemann                 | seit März 2021                  |

### Junge Alternative Hamburg
Der Landesverband Hamburg hatte seit spätestens 2014 die Junge Alternative als offizielle Jugendorganisation der Partei anerkannt. Nach dem Auflösungsbeschluss des Bundesverbandes der Jungen Alternative (JA) löste sich der Hamburger Landesverband Ende März 2025 auf.
Die Jugendorganisation sollte durch eine neue Organisation ersetzt werden, die eng an die Mutterpartei sein soll.

## Wahlergebnisse
| Bürgerschaftswahlen | Bürgerschaftswahlen | Bürgerschaftswahlen | Bürgerschaftswahlen | Bürgerschaftswahlen | Bürgerschaftswahlen | Bürgerschaftswahlen |
| Jahr                | Stimmenanzahl       | Stimmenanteil       | Direktmandate       | Sitze               | Platz               | Spitzenkandidat     |
| ------------------- | ------------------- | ------------------- | ------------------- | ------------------- | ------------------- | ------------------- |
| 2015                | 214.833             | 6,1 %               | 0/71                | 8/121               | 6                   | Jörn Kruse          |
| 2020                | 215.306             | 5,3 %               | 0/71                | 7/123               | 5                   | Dirk Nockemann      |
| 2025                | 329.066             | 7,5 %               | 0/71                | 10/121              | 5                   | Dirk Nockemann      |

| Bezirksversammlungswahlen | Bezirksversammlungswahlen | Bezirksversammlungswahlen | Bezirksversammlungswahlen | Bezirksversammlungswahlen | Bezirksversammlungswahlen | Bezirksversammlungswahlen | Bezirksversammlungswahlen | Bezirksversammlungswahlen | Bezirksversammlungswahlen |
| Jahr                      |                           | Altona                    | Bergedorf                 | Eimsbüttel                | Harburg                   | Hamburg-Mitte             | Hamburg-Nord              | Wandsbek                  | Summe                     |
| ------------------------- | ------------------------- | ------------------------- | ------------------------- | ------------------------- | ------------------------- | ------------------------- | ------------------------- | ------------------------- | ------------------------- |
| 2014                      | Stimmenanteil             | 3,3 %                     | 4,5 %                     | 3,9 %                     | 6,0 %                     | 5,1 %                     | 3,7 %                     | 5,5 %                     |                           |
| 2014                      | Sitze                     | 2/51                      | 2/45                      | 2/51                      | 3/51                      | 3/51                      | 2/51                      | 3/57                      | 17/357                    |
| 2019                      | Stimmenanteil             | 4,4 %                     | 8,5 %                     | 4,9 %                     | 10,2 %                    | 7,7 %                     | 4,6 %                     | 7,7 %                     |                           |
| 2019                      | Sitze                     | 2/51                      | 4/45                      | 3/51                      | 5/51                      | 4/51                      | 2/51                      | 5/57                      | 25/357                    |
| 2024                      | Stimmenanteil             | 5,5 %                     | 14,4 %                    | 6,2 %                     | 14,2 %                    | 10,2 %                    | 6,4 %                     | 11,0 %                    |                           |
| 2024                      | Sitze                     | 3/51                      | 7/45                      | 3/51                      | 7/51                      | 5/51                      | 3/51                      | 6/57                      | 34/357                    |

| Bundestagswahlen | Bundestagswahlen | Bundestagswahlen | Bundestagswahlen | Bundestagswahlen | Bundestagswahlen | Bundestagswahlen |
| Jahr             | Stimmenanzahl    | Stimmenanteil    | Direktmandate    | Sitze            | Platz            | Spitzenkandidat  |
| ---------------- | ---------------- | ---------------- | ---------------- | ---------------- | ---------------- | ---------------- |
| 2013             | 37.142           | 4,2 %            | 0/6              | 0/13             | 6                | Jörn Kruse       |
| 2017             | 76.511           | 7,8 %            | 0/6              | 1/16             | 6                | Bernd Baumann    |
| 2021             | 50.537           | 5,0 %            | 0/6              | 1/16             | 6                | Bernd Baumann    |
| 2025             | 113.463          | 10,9 %           | 0/6              | 2/13             | 5                | Bernd Baumann    |

| Europawahlen | Europawahlen  | Europawahlen  | Europawahlen |
| Jahr         | Stimmenanzahl | Stimmenanteil | Platz        |
| ------------ | ------------- | ------------- | ------------ |
| 2014         | 33.239        | 6,0 %         | 5            |
| 2019         | 51.649        | 6,5 %         | 5            |
| 2024         | 69.318        | 8,0 %         | 4            |

## Landesgruppe im Deutschen Bundestag

### 2017–2021
Als Spitzenkandidat der Landespartei zur Bundestagswahl 2017 zog Bernd Baumann in den Deutschen Bundestag ein und ist Mitglied der AfD-Bundestagsfraktion. Zum Spitzenkandidaten wurde er bei der Aufstellung der Landesliste auf einem Parteitag am 26. März 2017 gewählt.
| Mitglied der Fraktion | Einzug in den Bundestag über | Derzeitige Funktionen und Mitgliedschaften in der Fraktion und in der Partei |
| --------------------- | ---------------------------- | ---------------------------------------------------------------------------- |
| Bernd Baumann         | Listenplatz 1                | Erster Parlamentarischer Geschäftsführer der AfD-Bundestagsfraktion          |

### 2021–2025
Als Spitzenkandidat der Landespartei zur Bundestagswahl 2021 zog Bernd Baumann in den Deutschen Bundestag ein.
| Mitglied der Fraktion | Einzug in den Bundestag über | Derzeitige Funktionen und Mitgliedschaften in der Fraktion und in der Partei |
| --------------------- | ---------------------------- | ---------------------------------------------------------------------------- |
| Bernd Baumann         | Listenplatz 1                | Erster Parlamentarischer Geschäftsführer der AfD-Bundestagsfraktion          |

### Seit 2025
Bernd Baumann zog erneut als Spitzenkandidat der Landespartei in den Deutschen Bundestag ein. Erstmals gewann die AfD in Hamburg mehr als ein Mandat.
| Mitglied der Fraktion | Einzug in den Bundestag über | Derzeitige Funktionen und Mitgliedschaften in der Fraktion und in der Partei |
| --------------------- | ---------------------------- | ---------------------------------------------------------------------------- |
| Bernd Baumann         | Listenplatz 1                | Erster Parlamentarischer Geschäftsführer der AfD-Bundestagsfraktion          |
| Alexander Wolf        | Listenplatz 2                |                                                                              |